# Purwosari (Kuala Pesisir)
Purwosari is een bestuurslaag in het regentschap Nagan Raya van de provincie Atjeh, Indonesië. Purwosari telt 957 inwoners (volkstelling 2010).